# Телекомуникационно инженерство
Телекомуникационното инженерство е инженерна дисциплина, съчетаваща електрическото и компютърното инженерство, която се стреми да поддържа и подобрява далекосъобщителните системи. Работата варира от проектиране на схеми до стратегически разработки за проектиране, производство, поддръжка, експлоатация, инженеринг и техническо осигуряване на комуникационни компоненти, възли, устройства, системи и мрежи
. Телекомуникационният инженер е отговорен за проектирането и надзора при инсталирането на телекомуникационно оборудване и съоръжения, като електронни комутационни системи и други аналогови или цифрови мрежи за телефонни услуги, оптични кабели, IP мрежи и микровълнови системи за предаване, използвани в радиоразпръскването.
Телекомуникациите са междинна инженерна област, свързана с електронното, гражданското и системното инженерство. В крайна сметка телекомуникационните инженери са отговорни за предоставянето на високоскоростни услуги за предаване на данни. За целта за проектиране на телекомуникационната мрежова инфраструктура те използват разнообразно оборудване и преносни среди; най-често срещаните носители, използвани от кабелните телекомуникации днес, са усукани двойки, коаксиални кабели и оптични влакна. Те предлагат също решения, свързани с безжични режими на комуникация и пренос на информация, като услуги за безжична комуникация, радио и сателитна комуникация, интернет, Wi-Fi и широколентови технологии.

## История
Телекомуникационните системи се развиват на основата на технологичния напредък в телеграфната индустрия в края на 19 век и на радиото и телефонната индустрия в началото на 20 век. В днешно време телекомуникациите са широко разпространени и в много части на света се срещат устройства като телевизия, радио и телефон. Има и много мрежи, които свързват тези устройства, включително компютърни мрежи, обществена телефонна мрежа (PSTN), радио мрежи и телевизионни мрежи. Компютърната комуникация в интернет е един от многото примери за телекомуникации. Телекомуникациите играят жизненоважна роля в световната икономика, а приходите на телекомуникационната индустрия са поставени на малко под 3% от брутния световен продукт. 

### Телеграф и телефон
Самюъл Морз независимо разработва версия на електрическия телеграф, която неуспешно демонстрира на 2 септември 1837 г. Скоро след това към него се присъединява Алфред Вейл, който разработва регистъра — телеграфен терминал, който интегрира регистриращо устройство за запис на съобщения на хартиена лента. Това е демонстрирано успешно на разстояние над пет километра на 6 януари 1838 г., и по-късно – на над 64 километра между Вашингтон, окръг Колумбия и Балтимор на 24 май 1844 г. Патентованото изобретение се оказва доходоносно и до 1851 г. телеграфните линии в САЩ обхващат над 32 000 километра.
Първият успешен трансатлантически телеграфен кабел е завършен на 27 юли 1866 г., позволявайки за първи път трансатлантическа телекомуникация. Първите трансатлантически кабели, инсталирани през 1857 и 1858 г., са работили само по няколко дни или седмици, преди да се развалят. Международното използване на телеграфа понякога е наричано „викториански интернет“.
Първите търговски телефонни услуги са създадени през 1878 и 1879 г. от двете страни на Атлантическия океан в градовете Ню Хейвън и Лондон. Александър Греъм Бел притежава основния патент за телефона, необходим за подобни услуги и в двете страни. От този момент технологията се разраства бързо, като до средата на 1880-те години се изграждат междуградски линии и телефонни централи във всеки голям град на Съединените щати. Въпреки това гласовата комуникация през Атлантическия океан е невъзможна за клиентите до 7 януари 1927 г., когато се установява връзка с помощта на радио. Въпреки това кабелна връзка няма, докато на 25 септември 1956 г. не е открит първият трансатлантически телефонен кабел (на английски: Transatlantic No. 1, TAT-1), осигурявайки 36 успоредни телефонни връзии.
През 1880 г. Бел и съизобретателят Чарлз Съмнър Тайнтер провеждат първото в света безжично телефонно обаждане чрез модулирани светлинни лъчи със специално конструиран от тях оптичен телефон, фотофон. Научните принципи на тяхното изобретение не са използвани в продължение на няколко десетилетия, като за първи път намират приложение във военни и оптични комуникации.

### Радио и телевизия
В продължение на няколко години, започвайки от 1894 г., италианският изобретател Гулиелмо Маркони изгражда първата цялостна, търговски успешна безжична телеграфна система, базирана на електромагнитни вълни (радиопредаване). През декември 1901 г. той продължава да установява безжична връзка между Великобритания и Нюфаундленд, което му носи Нобелова награда за физика през 1909 г. (която той споделя с Карл Браун). През 1900 г. Реджиналд Фесенден успява да предаде безжично човешки глас. На 25 март 1925 г. шотландският изобретател Джон Логи Бърд публично демонстрира предаването на картини с подвижен силует в лондонския универсален магазин Selfridges. През октомври 1925 г. Джон Логи Бърд успява да получи движещи се картини с полутонови нюанси, които според повечето сведения са първите истински телевизионни снимки. Това довежда до публична демонстрация на подобреното устройство на 26 януари 1926 г. отново в Selfridges. Първите устройства на Бърд разчитат на диска на Паул Нипков и по този начин стават известни като механична телевизия. Той лежи в основата на полу-експериментални излъчвания, направени от BBC от 30 септември 1929 г.

### Безжична комуникация
Безжичната комуникация включва предаване на информация на разстояние без помощта на проводници, кабели или други форми на електрически проводници. Безжичните операции позволяват услуги, като например комуникации на дълги разстояния, които са невъзможни или непрактични за изпълнение с използване на кабели. Терминът обикновено се използва в телекомуникационната индустрия за обозначаване на телекомуникационни системи (напр. радиопредаватели и приемници, дистанционни управления и т.н.), които използват някаква форма на енергия (напр. радиовълни, акустична енергия и т.н.) за предаване на информация без използването на проводници. По този начин информацията се предава както на къси, така и на дълги разстояния.